# لورني كو
لورني كو هو سياسي كندي، ولد في 1950. حزبياً، نشط في حزب أونتاريو المحافظ التقدمي.